# 姫戸港
姫戸港（ひめどこう）は、熊本県上天草市姫戸町姫浦の地方港湾。港湾管理者は熊本県。

## 概要
熊本県の県管理港湾の一つで、面積は103ha。周辺にある小島はキャンプ場となっている。
姫戸という地名の由来は、姫浦村と二間戸村（ふたまどむら）の合併によるものとされている。また姫浦の由来は、町内にある姫石神社にある。姫石神社の由来は、この地に辿り着いた倭姫命であるとされる。（参考→九州王朝説）
2015年度の発着数は159隻（39,870総トン）である。

## 港湾施設
- 物揚場（-3.0m×186m）
- 物揚場（-2.0m×166m）
- 旅客船浮桟橋1基（20m×2バース）
- 野積場（5,786m2）

## 周辺施設
- 定期船発着場
- 小島公園キャンプ場